# Плявіняс (станція)
Плавіняс (лат. Pļaviņas) — вузлова залізнична станція Латвійської залізниці у місті Плявіняс. Розташована на лінії Рига — Даугавпілс і є початковою станцією відгалуження Плявіняс — Гулбене.

## Історія
Станцію «Стукмані» збудовано 1861 року під час будівництва залізничної лінії Рига—Даугавпілс. Значущість станції зросла після прокладання вузькоколійної залізниці Стукмані — Валка 1899 року. 1919 року станція отримала сучасну назву — «Плявіняс».
Під час Другої світової війни будівлю вокзалу зруйновано, нову звели 1950 року — вона функціонує й дотепер.

## Пасажирське сполучення
На станції зупиняються дизель-поїзди:
- Рига — Даугавпілс (4 пари щодня);
- Айзкраукле — Даугавпілс (з узгодженою пересадкою на електропоїзд); Рига — Айзкраукле (2 пари щодня);
- Рига — Краслава (5 разів на тиждень);
- Рига — Індра (2 рази на тиждень);
- Рига — Резекне II (1 пара щодня);
- Рига — Зілупе (2 пари щодня);
- Рига — Мадона (6 разів на тиждень);
- Рига — Гулбене (3 рази на тиждень).

## Громадський транспорт
Біля станції розташована автобусна зупинка, де зупиняються приміські та міжміські автобуси.

## Галерея

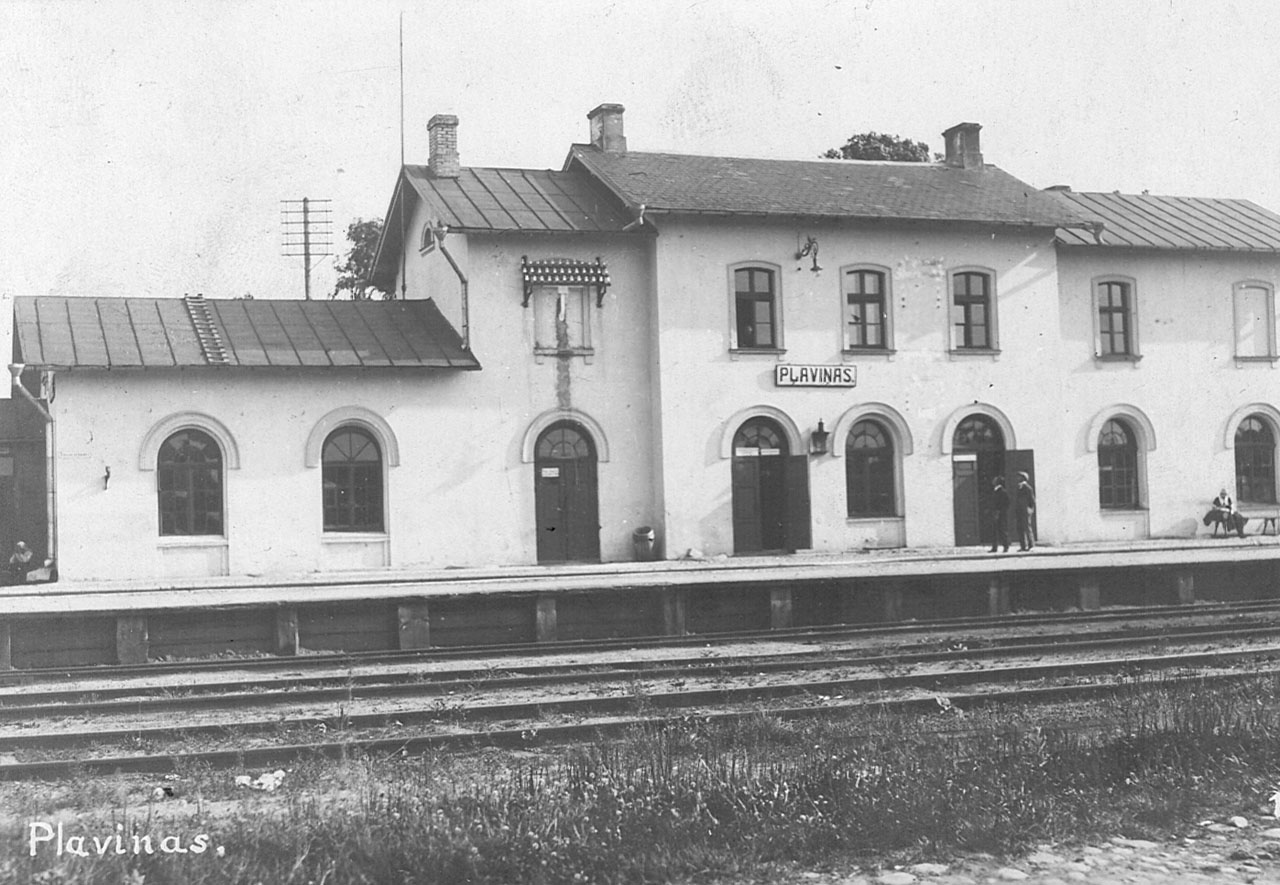
Стара будівля вокзалу, 1928 рік
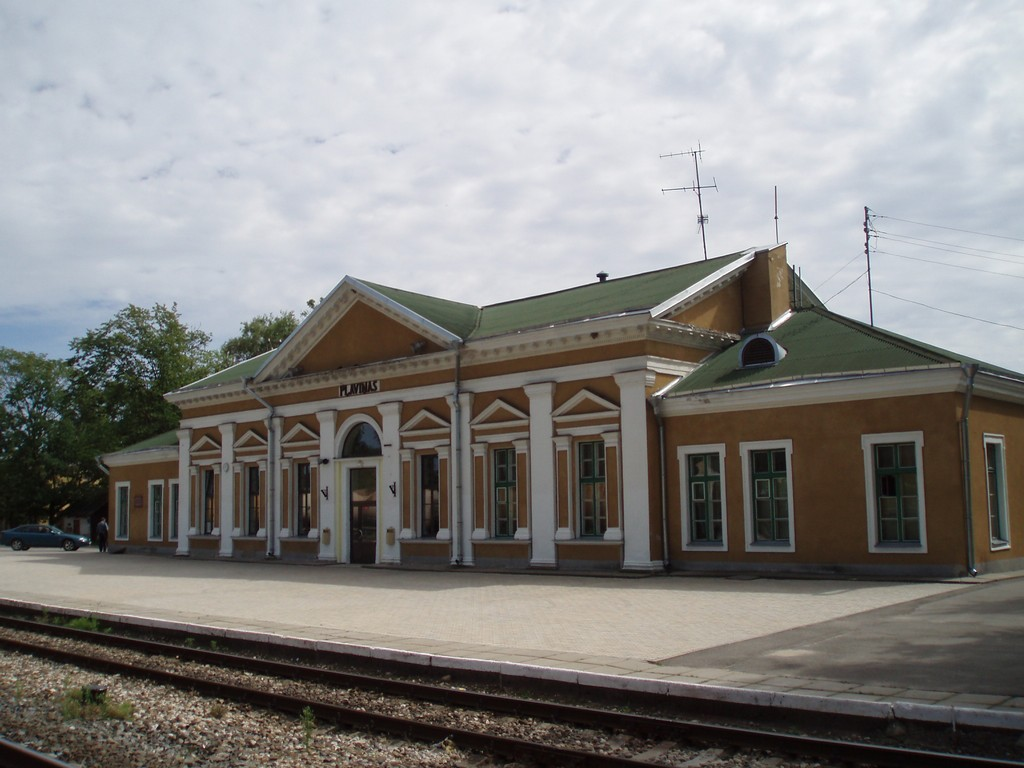
Сучасна будівля вокзалу, 2007 рік
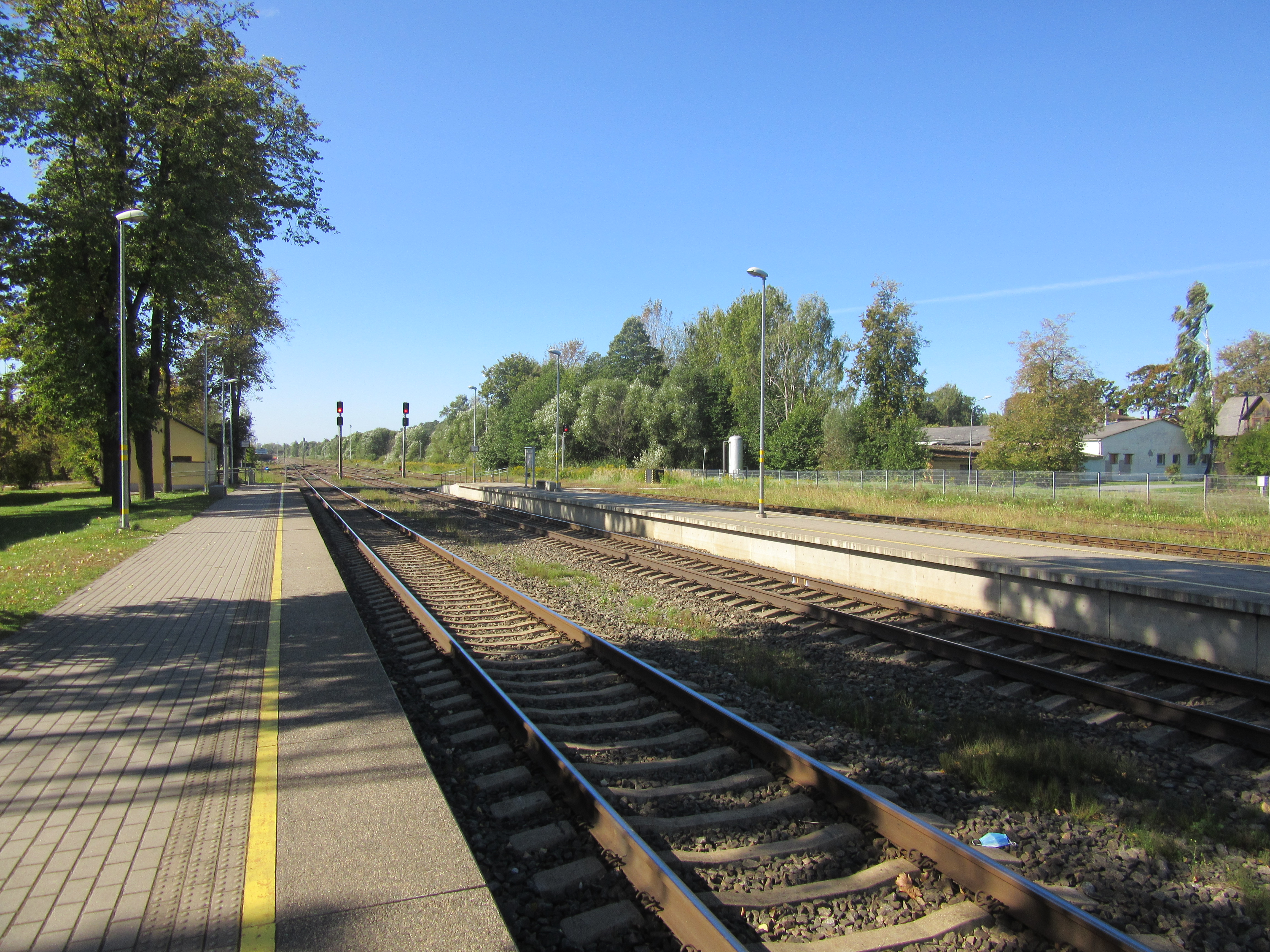
Колії в напрямку Риги
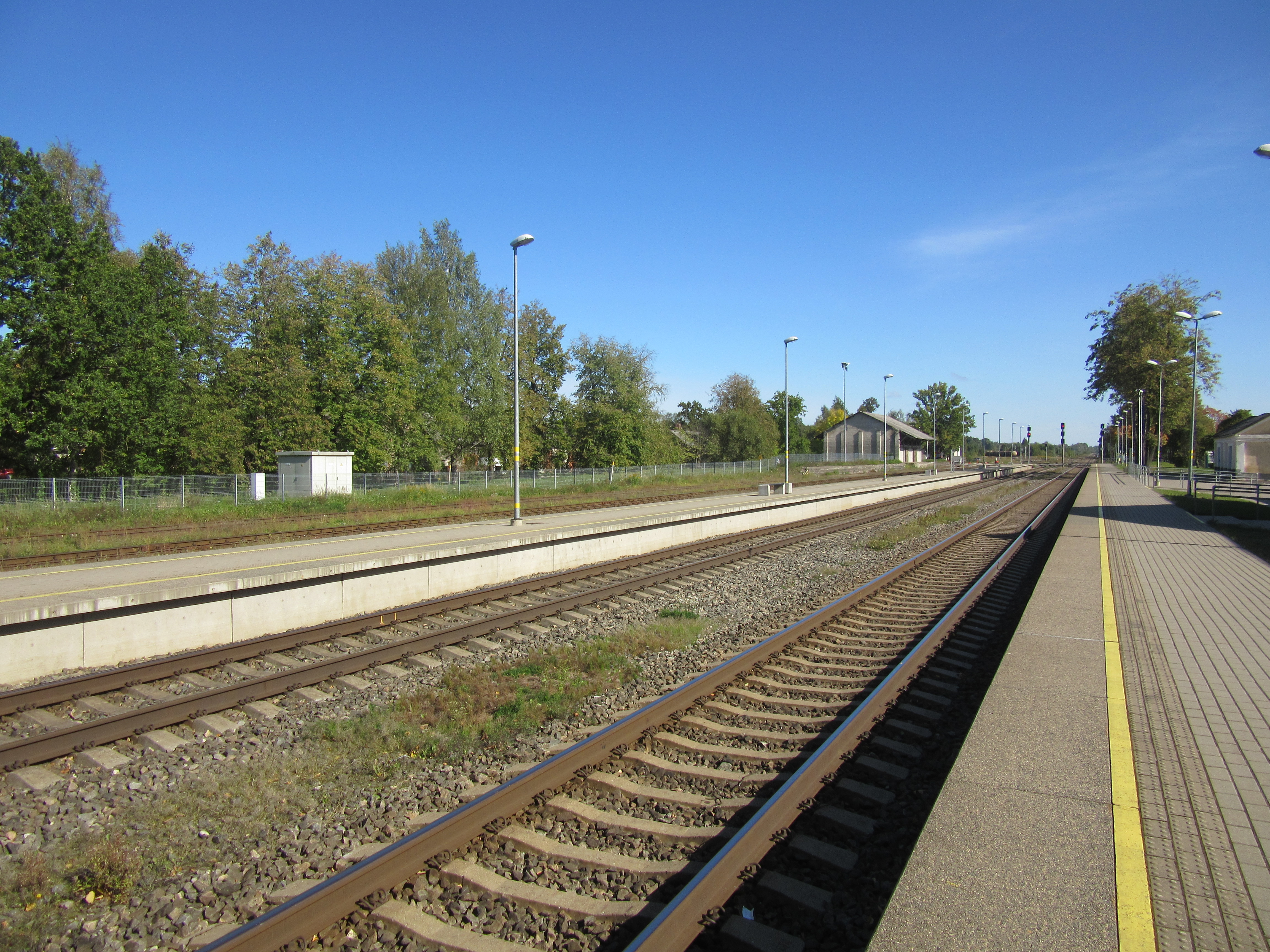
Колії в напрямку Крустпілса